# Garmonbozia
Le Garmonbozia est une substance imaginaire de la  série télévisée américaine  Twin Peaks, créée par Mark Frost et David Lynch.
Bien qu'il soit difficile de savoir comment et dans quelle mesure, il est la représentation tangible de la douleur et de la peine. Apparemment, la substance a l'apparence de maïs à la crème, et elle semble servir de nourriture et de drogue pour les esprits de la Black Lodge.

## Origine du nom
L'origine du terme « Garmonbozia » est inconnue et semble n'être rattachable à aucun mot dans aucune langue connue. Cependant, beaucoup pensent qu'elle pourrait provenir d'« ambroisie » (en anglais « ambrosia »), la nourriture des Dieux dans les mythologies grecque et romaine, ce qui correspond à l'explication donnée dans le film. Le mot « bozia » pourrait également être un dérivé du mot anglais « booze », qui fait familièrement référence à l'alcool.

## Apparitions

### DansTwin Peaks
Dans la série télévisée la substance est évoquée une seule fois, sans utiliser son nom, lorsque Donna Hayward livre des repas à domicile, remplaçant sa défunte amie Laura Palmer. Lors de cette tournée, le personnage de Mme Tremond se plaint de ne pas avoir commandé de maïs à la crème. Puis, elle invite la jeune fille à regarder l'assiette, le maïs a alors disparu puis réapparu dans les mains de son neveu.
Donna revient accompagnée de l'Agent Cooper pour interroger la vieille dame, cependant la maison se révèle appartenir à une personne complètement différente, un événement qui révèle la duplicité des esprits de la Loge.

### DansFire Walk With Me
Dans le film, il est fait explicitement référence à la substance pour la première fois : après que Mike s'est coupé le bras, le nain fait un pacte avec Bob pour se partager le Garmonbozia. Dans la même séquence, on aperçoit d'autres esprits inférieurs, y compris Mme Tremond et son neveu, aux pieds de laquelle se trouve un pot de Garmonbozia, pot plus petit que celui possédé par Bob. Cela suggère l'existence d'une hiérarchie entre les esprits déterminés par la possession de la substance.
Dans une séquence suivante, Philip Gerard, l'hôte humain de Mike, apostrophe Leland, l'accusant d'avoir « volé le maïs qui a été laissé au-dessus du magasin ». Il se réfère au fait que Bob avait gardé pour lui-même le Garmonbozia résultant du meurtre de Teresa Banks, qui aurait dû être livré au Nain et à Mike.
Lorsque, après l'assassinat de Laura, Bob retourne dans la Loge avec le corps de Leland, Le Nain et le manchot, attendent qu'il leur livre tout leur « Garmonbozia » à la place de celui qu'il a volé. Le démon pose alors sa main sur la poitrine de son hôte et en extrait le sang, puis le jette sur le sol et le regarde s'évaporer.